# Svenska mästerskapen i fälttävlan 2011
Svenska mästerskapen i fälttävlan 2011 avgjordes i Ribersborg. Tävlingen var den 61:e upplagan av Svenska mästerskapen i fälttävlan.

## Resultat
| Placering | Ryttare            | Häst        |
| --------- | ------------------ | ----------- |
| 1         | Niklas Lindbäck    | Mister Pooh |
| 2         | Malin Petersen     | Sofarsogodd |
| 3         | Ludwig Svennerstål | King Bob    |